# Liam Grimshaw
 (janvier 2019).
Liam David Grimshaw, né le 2 février 1995 à Burnley, est un footballeur anglais qui évolue au poste de milieu de terrain.

## Biographie
Formé à Manchester United, Grimshaw ne réussit pas s'imposer dans l'équipe. En septembre 2015, il est prêté à Motherwell, avec lequel, le 12 septembre 2015, il fait ses débuts professionnels lors d'un match contre Ross County. 
Le 18 janvier 2016, il rejoint Preston North End. Le 31 janvier 2017, il est prêté à Chesterfield.
Le 31 août 2017, il retrouve le club de Motherwell. Il atteint avec cette équipe la finale de la Coupe d'Écosse en 2018, en étant battu par le Celtic FC.

## Palmarès
- Finaliste de la Coupe d'Écosse en 2018 avec Motherwell
- Champion du Championnat d'Écosse de deuxième division en 2024 avec Dundee United